# Glossodialictus wittei
Glossodialictus wittei är en biart som beskrevs av Gregory B. Pauly 1984. Glossodialictus wittei ingår i släktet Glossodialictus och familjen vägbin. Inga underarter finns listade i Catalogue of Life.